# Саса (водохранилище)
Саса (исп. Embalse Zaza) — водохранилище на реке Саса в провинции Санкти-Спиритус Республики Куба.

## История
Строительство водохранилища на реке Саса (стекавшей с гор Эскамбрай в Карибское море) в 10 км к юго-востоку от города Санкти-Спиритус было начато в конце 1960-х годов и завершено в декабре 1971 года. Построенное водохранилище объёмом 700 млн м³ стало крупнейшим в стране, оно обеспечивает защиту от паводков, используется для разведения пресноводной рыбы и орошения окрестных земель.
В дальнейшем, объём водохранилища был увеличен до 750 млн м³. В 1978 году здесь была построена гидроэлектростанция.
После затяжных ливневых дождей осенью 2017 года в водохранилище было зафиксировано рекордное количество воды (918 млн м³), во избежание его переполнения в октябре 2017 года был проведен контролируемый сброс 444 млн м³ воды.